# Thyone andrewsii
Thyone andrewsii is een zeekomkommer uit de familie Phyllophoridae.
De wetenschappelijke naam van de soort werd in 1860 gepubliceerd door Farran.